# Kolonia Zuzanny
Kolonia Zuzanny (Zuzanna; niem. Susannagrube) – część Katowic, położona w dzielnicy Osiedle Paderewskiego-Muchowiec, przy granicy z Janowem-Nikiszowcem i Giszowcem, w rejonie węzła drogowego „Murckowska”, łączącego autostradę A4 z drogą krajową nr 86 (ulice Murckowska i Pszczyńska). Pierwotnie kolonia robotnicza dla pracowników kopalni „Susanna”.
Początki oraz późniejsze funkcjonowanie kolonii Zuzanny wiążą się z kopalnią węgla kamiennego „Susanna” („Zuzanna”), która została nadana 13 kwietnia 1838 roku. Prowadziła ona wydobycie w polu górniczym „Reserve”. Sama zaś kolonia powstała w latach 60. XIX wieku na obszarach leśnych gminy Janów dla górników kopalni „Susanna”. Została ona wówczas założona przy dawnej drodze pszczyńskiej. Składała się z 8 domów z 4-6 mieszkaniami każdy. Domy te były bardzo przeludnione – średnio w każdym mieszkały po 22 osoby. Pod koniec 1885 roku kolonię zamieszkiwało łącznie 183 osoby. W 1899 roku część pola górniczego „Reserve” zakupiła spółka Georg von Giesches Erben, która przyłączyła je w 1900 roku do kopalni „Giesche” („Wieczorek”). Prawdopodobnie wówczas kopalnia „Susanna” nie prowadziła już wydobycia węgla.
Kolonia znajdowała się na wszystkich mapach do 1958 roku. Obszar kolonii został przyłączony do Katowic 31 grudnia 1959 roku. Z powodu rozbudowy węzła drogowego Bielsko-Biała – Warszawa i Katowice – Kraków uległa ona całkowitej likwidacji – decyzją Rady Miasta została wykreślona z planów Katowic w 1983 roku. Obecnie teren kolonii to rejon węzła „Murckowska” (skrzyżowanie wielopoziomowe ulicy Murckowskiej, ulicy Pszczyńskiej i autostrady A4). Pozostałością po kolonii robotniczej jest znajdujący się w jej rejonie przystanek autobusowy Kolonia Zuzanna [nż], obsługiwany przez autobusy kursujące na zlecenie ZTM-u. W pobliżu funkcjonuje natomiast szyb V ruchu „Staszic”, będący częścią kopalni „Staszic-Wujek”, a także przedsiębiorstwo z branży spożywczej.